# Thomas Duschlbauer
Thomas Duschlbauer (* 23. November 1968 in Linz) ist ein österreichischer Kommunikations- und Kulturwissenschaftler und Publizist.

## Leben
Thomas Duschlbauer promovierte 1994 als Kommunikationswissenschaftler an der Universität Wien und absolvierte 1996 ein Masterprogramm an der University of London. Er arbeitete journalistisch unter anderem für den Standard, derzeit ist er für die Wirtschaftsnachrichten tätig. Als Mitbegründer und Gesellschafter von BAU|KULTUR befasste er sich mit den Zusammenhängen von Architektur, Design und Unternehmenskultur. Forschungsaufenthalte gab es in den USA und Großbritannien.
Im Zentrum seiner wissenschaftlichen Arbeit steht die Anwendung des Stilbegriffs und die Sprachspieltheorie Ludwig Wittgensteins zur Erklärung von Prozessen innerhalb von Unternehmensorganisationen. 2012 veröffentlichte er als Mitautor das Werk "Innovationsguerilla", das das Verhältnis dogmatisch und stilistisch geführter Organisationen beleuchtet. Das Konzept stellte er unter anderem an der University of Oxford sowie an den Universitäten von Sterling, Helsinki und Kiel vor. 2020 erschien sein Band "Performative Change", der sich ebenfalls mit diesem Thema beschäftigt.
Thomas Duschlbauer lehrt als Professor an der Fachhochschule am Studienort St. Pölten und ist selbständiger Unternehmensberater mit Schwerpunkt iterativer und improvisatorischer Ansätze wie "Innovationsguerlla", Design Thinking und Bricolage.
Er ist geschäftsführender Gesellschafter der "KompeTrend GesmbH", die sich mit neuesten Entwicklungen der Gesellschaft, Kultur, Wirtschaft, Politik und Technologie befasst.
Er erhielt unter anderem einen Talentförderpreis der Stadt Linz (Literatur) und des Landes Oberösterreich (Architektur). Weiters nahm er an einem Design-Projekt teil, das mit einem Innovationspreis sowie mit dem Trigos-Preis ausgezeichnet wurde. Weitere Preise: "Stadt der Kulturen"-Preis Linz, Braintwister (Ideenwettbewerb der Kreativwirtschaft).
Thomas Duschlbauer ist unter anderem Vorstandsmitglied des Vereins Kreatives Oberösterreich sowie des Kulturinstituts an der Johannes Kepler Universität Linz, Präsident des oberösterreichischen P.E.N.-Clubs und Mitglied der Österreichischen Gesellschaft für Sozialforschung sowie Associate Member of Staff am CUCR Goldsmiths College/University of London.

## Werke
- Ein Stuhl im Niemandsland, Steyr, 1994
- Medien und Kultur im Zeitalter der X-Kommunikation, Wien, 2001
- Architektur in Oberösterreich. Pocket Guide to Upper Austrian architecture (mit Gerald Leindecker, Michael Shamiyeh), 2002
- Sprach.Räume. Literatur findet Stadt (Hrsg. Thomas Duschlbauer, Peter Klimitsch), Linz, 2002
- Unvorhersehungen, Gosau/Salzburg, 2003
- leid.geprüft. Contributions to our contemporary culture of renunciation (Hrsg. Thomas Duschlbauer, Peter Klimitsch), Linz, 2004
- Medium.Macht.Manipulation, Wien, 2005
- Moskwa Blues, Wien, 2006
- natur.ereignis. Idylle nach Stifter (Hrsg. Thomas Duschlbauer, Peter Klimitsch), Linz, 2005
- Letztling, Wien, 2007
- klar.text. Vom Manuskript zum Buch, (mit Johann Schnellinger), Linz, 2007
- brand.design. Pocket guide für Design und Markenkommunikation, Linz, 2007
- Linz: Stadtführer, Rum/Innsbruck, 2009
- Die Besten gewinnen. Standorte im Wettbewerb um Talente, (mit Michael Shamiyeh und Christiane Zauner), 2010
- Grüße aus den schönem Linz. Karten des Grauens, (Carlos Anglberger, Hrsg.), Arovell-Verlag, 2010
- Der Matrose und der Legionär oder die Meister der Empörungskunst, (mit Carlos Anglberger), Albatros, 2011
- Innovationsguerilla. Vom Querdenken zum Querhandeln, (mit Walter Lanz und Armin Hattmannsdorfer), Zürich, 2012
- Die Freunde des Wohlstands – Rat und Hilfe für Menschen der Premiumklasse, (mit Carlos Anglberger und Barbara Larcher), Albatros, 2013
- Steel going on – Industrielle Innovation und Internationalisierung am Beispiel des Anlagenbaus für die Eisen- und Stahlerzeugung, Zürich, 2016
- Guerilla – Exploration, Improvisation und Kommunikation, (mit Christian F. Freisleben-Teutscher), Baden-Baden, 2017
- Der Querdenker – Das Toolkit mit 33 ausgewählten Methoden, Zürich, 2018
- Organisationskommunikation im Zeichen der Digitalisierung, (Hrsg. Thomas Duschlbauer, Sieglinde Martin, Pierre Saffarnia), Baden-Baden, 2018
- Performative Change – Digitisation and The Organisational Turn from Dogma to Style, Baden-Baden, 2020
- Pflege-Wege: Der Beratungskompass für Angehörige von Demenzpatienten, (mit Ingrid Gutenthaler, Walter Lanz, Barbara Larcher), Steyr, 2021